# (7229) Tonimoore
(7229) Tonimoore est un astéroïde de la ceinture principale.

## Description
(7229) Tonimoore est un astéroïde de la ceinture principale. Il fut découvert le 12 septembre 1985 à Kitt Peak par le projet Spacewatch. Il présente une orbite caractérisée par un demi-grand axe de 2,41 UA, une excentricité de 0,26 et une inclinaison de 9,9° par rapport à l'écliptique.

## Compléments